# Acaricide
Een acaricide is een pesticide (een actieve stof of een fytofarmaceutisch preparaat) dat bedoeld is om teken en mijten zoals spint te bestrijden. Dit kan op verschillende wijzen, onder meer:
- door hun groei en ontwikkeling te verstoren, bijvoorbeeld door de vorming van chitine te hinderen (bijvoorbeeld fluazuron) of door de biosynthese van lipiden te verhinderen (bijvoorbeeld spirodiclofen);
- door in te werken op het zenuwstelsel (de meeste organofosforverbindingen, bijvoorbeeld foxim; ook chloorbenzilaat);
- door de celademhaling te verstoren (mitochondrial electron transport inhibitors (METIs) zoals pyridaben, fenpyroximate of tebufenpyrad);
- door de vrouwelijke dieren steriel te maken.

Zowel tegen eieren, larven als volwassen organismen kunnen acariciden ingezet worden. De meeste acariciden hebben ook een functie als insecticide of fungicide.
In plaats van acaricide wordt soms de term miticide gebruikt als men de nadruk wil leggen op de bestrijding van mijten.